# Tuan mac Cairill
A la mitologia irlandesa, Tuan mac Cairill era un solitari que conservava el record de les seves anteriors encarnacions, les quals es remuntaven a l'època d'abans del Diluvi universal. Havent acompanyat Partholón, fou l'únic humà que sobrevisqué a la plaga (o al Diluvi) que va matar la resta del seu poble. Mitjançant una sèrie de transformacions animals va sobreviure fins a l'època cristiana i va explicar la història del Lebor Gabála Érenn, des del seu poble endavant, a Sant Finnian de Moville.
La seva llegenda es troba en un manuscrit del segle xi anomenat Lebor na hUidre ("Llibre de la Vaca Bruna"). Tuan, un ermità o monjo solitari, explicà a Sant Finnian que va néixer 2.000 anys abans i va ser testimoni de moltes de les onades d'invasors que van arribar a l'antiga Irlanda: els Nemedians, els Fir Bolg i els Tuatha De Dannan.
Essent l'únic humà que custodiava la terra, va créixer pelut, arrugat i gris. Fou testimoni de la invasió de Nemed (de qui diu que era germà del seu pare), i un dia es va despertar per descobrir que havia renascut com a jove i vigorós cérvol. Ja vell, el cérvol va veure morir els Nemedians i va tornar a renéixer en la forma d'un jove porc senglar; de gran, va esdevenir rei dels ramats de senglars i fou testimoni de l'ocupació d'Irlanda per Semion, líder dels Fir Bolg. Aleshores va esdevenir un gran falcó (o àliga) i veié Irlanda en poder dels Tuatha Dé Danann i els fills de Míl. Més tard, es va reencarnar en un salmó, fou capturat per un pescador que estava al servei d'un chieftain (cap de clan) anomenat Cairill, i la dona d'aquest se'l va menjar. Un cop passat al ventre de la dona, va renéixer de nou com a Tuan mac Cairill ("Tuan, fill de Cairill"). Anys a venir es va convertir al Cristianisme i va mantenir converses amb Sant Patrici i Columba d'Iona.